# Omphalotropis cookei
Omphalotropis cookei es una especie de molusco gasterópodo de la familia Assimineidae en el orden de los Mesogastropoda.

## Distribución geográfica
Es endémica de Guam y  de las Islas Marianas del Norte.  